# Curtea Constituțională a Bavariei

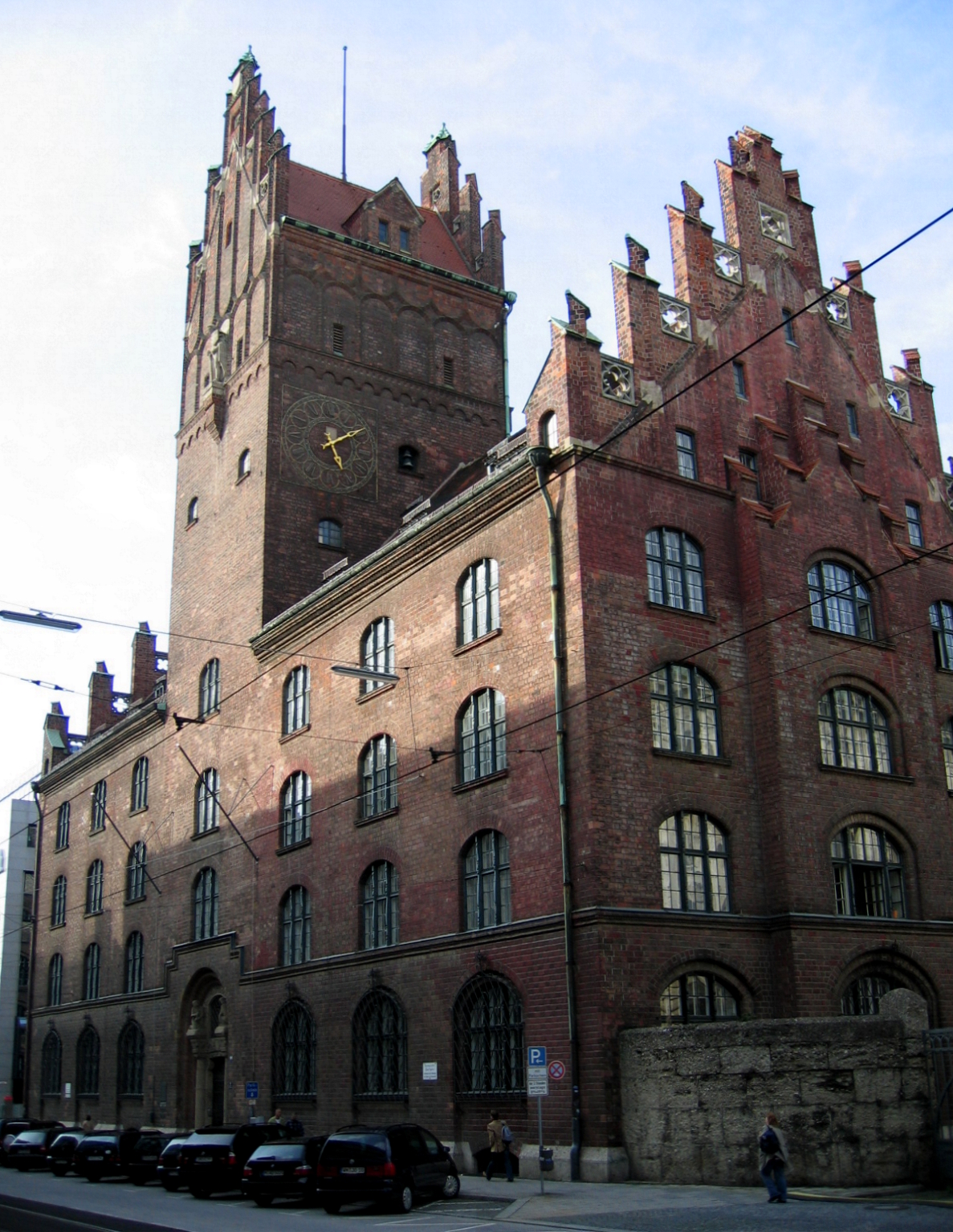
Sediul instanţei

Curtea Constituțională a Bavariei (germ. Bayerischer Verfassungsgerichtshof) este instanța care verifică respectarea prevederilor constituției landului Bavaria de către organele administrative și instanțele judecătorești, precum și de către legislativul bavarez (Parlamentul Bavariei, germ. Bayerischer Landtag).

## Istoric
Constituția Bavariei din 1808 garanta cetățenilor Regatului Bavaria siguranța persoanei, dreptul de proprietate, precum și dreptul la opinie și libertatea presei (Titlul I, § 7), fără să prevadă însă mecanisme jurisdicționale care să asigure realizarea acestor drepturi. De aceea Constituția Bavariei din 26 mai 1818 a prevăzut atât pentru comunele landului (entitățile administrativ-teritoriale), cât și individual pentru fiecare cetățean, posibilitatea practică de a se plânge adunării deputaților din Bavaria de încălcarea prevederilor constituționale de către autoritatea pârâtă (Titlul VII, § 21). În acest mecanism de garantare a eficienției literei constituției se află originea Curții Constituționale a Bavariei.
Bayerisches Staatsgerichtshof, precursorul curții actuale, a fost înființat pe data de 30 martie 1850.